# Avicularia doleschalli
Avicularia doleschalli là một loài nhện trong họ Theraphosidae và thuộc chi Avicularia. Loài này phân bố ở Brasil.